# Baro
Baro е третият албум на малийския китарист и певец, Хабиб Коите и на групата му, Бамада. В албума е включена и Афро-кубинската версия на песента „Cigarette a Bana“ (Край на цигарата), която оригинално е включена и в първия му албум, Muso Ko.

## Списък на песните
1. „Batoumambe“ – 4:13
2. „Kanawa“ – 5:21
3. „Wari“ – 4:16
4. „Sin Djen Djen“ – 5:06
5. „Cigarette a Bana“ (Край на цигарата) – 3:27
6. „Woulaba“ – 3:40
7. „Baro“ – 5:06
8. „Sambara“ – 4:18
9. „Roma“ – 4:12
10. „Tere“ – 6:08
11. „Mali Sadio“ – 4:01
12. „Takamba“ – 5:40
13. „Sinama Denw“ – 7:23